# Kenneth McArthur
Kennedy "Kenneth" Kane McArthur (Dervock, 10 de fevereiro de 1881 – Potchefstroom, 13 de junho de 1960) foi um atleta sul-africano, campeão da maratona nos Jogos Olímpicos de 1912 em Estocolmo.
Nascido num condado do interior da Irlanda do Norte, desde adolescente ele mostrou ser um atleta promissor, mas não se interessou em seguir a carreira atlética e emigrou para a África do Sul em 1901. Em 1906, após entrar para a força policial de Joannesburgo, McArthur começou a levar mais seriamente o atletismo, passando a disputar corridas e ganhar títulos em cross-country entre 1906 e 1908, quando disputou sua primeira maratona, vencendo, para surpresa de muitos, o vice-campeão olímpico dos Jogos de Londres naquele ano, Charles Hefferon. Em 1908 também conquistou o campeonato sul-africano da milha e dez milhas.
Em 1912, McArthur foi selecionado para representar a África do Sul na maratona dos Jogos de Estocolmo. Correndo na liderança com seu companheiro de equipe Christian Gitsham debaixo de forte calor, a dupla sul-africana abriu grande distância dos outros competidores até Grisham resolver dar uma parada para beber água, acreditando que McArthur pararia com ele. Em vez disso ele continuou correndo com toda velocidade possível, abrindo uma distância que Grisham não pôde mais alcançar.
Com a aproximação da linha de chegada no estádio olímpico lotado, McArthur começou a sofrer seriamente da fadiga provocada pelo esforço de correr 42 km no calor e quase teve um colapso próximo da chegada, sendo animado por um torcedor sueco que invadiu a pista e lhe colocou uma coroa de flores em volta do pescoço gritando palavras de encorajamento.
Foi o suficiente para ele disparar para a chegada, vencendo a prova com 58 segundos de diferença para o segundo colocado, Grisham, em 2h36min54s, novo recorde olímpico.
Na temporada seguinte, McArthur se contundiu num acidente e foi obrigado a abandonar o atletismo. Em sua carreira correu um total de seis maratonas e venceu todas.